# 腾讯云搜
腾讯云搜索，简称腾讯云搜，是腾讯计算机系统股份有限公司旗下的垂直搜索引擎，于2014年4月13日在中国大陆地区正式上线。腾讯云搜索是面向企业和个人的搜索服务平台，为应用、网站提供搜索服务，包括中文分词、纠错、排序、LBS等。